# 엘리엇 국제 관계 학교
엘리엇 국제 관계 학교(Elliott School of International Affairs, ESIA)는 조지 워싱턴 대학교의 국제관계의 직업 학교이다. 이 학교는 워싱턴 디씨의 중앙 포지바텀 캠퍼스에 있다.
국제업무의 선도적인 직업학교로서 엘리엇 학교는 학부와 대학원 학위를 제공하며 세계 이슈와 세계 지역을 다룬다.
학교는 미국 국무부의 사령부 해리 트루먼 빌딩의 반대편에 위치한다. 더욱이 그것은 국제통화기금(IMF), 세계은행과 백악관에서 한 블록 거리이다. 2,100 명 이상의 학부생과 700명의 대학원 학생이 엘리엇 학교에 출석한다.
엘리엇 학교는 그 근원이 1889년으로 거슬러 올라간다. 당시에 조지 워싱턴 대학교는 처음으로 국제업무에 대학을 시작하였다.